# 용암동
용암동(龍岩洞)은 충청북도 청주시 상당구 중남부에 있는 동이다. 통합 이전 기준 청주시 면적의 14%에 해당하며, 용암1지구, 용암2지구, 용정지구, 방서지구, 동남지구 등 아파트단지가 많이 조성되어 있어 인구가 8만 명 이상이 되었다.

## 역사
- 1897년 충청북도 청주군 동주내면·서주내면·남일하면
- 1914년 충청북도 청주군 사주면 용암리
- 1946년 충청북도 청원군 사주면 용암리
- 1963년 충청북도 청주시 용암·용정동
- 1983년 청원군 남일면 방서리가 청주시로 편입하여 용암·용정·방서동 이 된다.
- 1995년 충청북도 청주시 상당구 용암·용정·방서동
- 2003년 용암동이 용암1동과 용암2동으로 분동.

## 법정동

### 용암1동
- 용암동(龍岩洞)
- 용정동(龍亭洞)

### 용암2동
- 용암동(龍岩洞)
- 방서동(方西洞)
- 평촌동(坪村洞)
- 지북동(池北洞)
- 월오동(月午洞)
- 운동동(雲東洞)

## 교육 시설
- 교동초등학교
- 원봉초등학교
- 용암초등학교
- 용성초등학교
- 용아초등학교
- 운동초등학교
- 상당초등학교
- 단재초등학교 (방서동)
- 원봉중학교
- 용성중학교 (용정동)
- 용암중학교
- 용아중학교
- 운동중학교
- 상당고등학교
- 청석고등학교
- 청주시립도서관

## 주거
| 단지명                        | 건설사                    | 시행사           | 주소                               | 입주        | 비고                |
| ----------------------------- | ------------------------- | ---------------- | ---------------------------------- | ----------- | ------------------- |
| 중흥마을 2단지 부영           | ㈜부영                    | ㈜부영           | 상당구 중흥로 196 (용암동)         | 2001년 9월  |                     |
| 중흥마을 6단지 부영           | ㈜부영                    | ㈜부영           | 상당구 중흥로 146 (용암동)         | 2001년 11월 |                     |
| 중흥마을 1단지 부영           | ㈜부영                    | ㈜부영           | 상당구 중흥로 173 (용암동)         | 2003년 9월  |                     |
| 중흥마을 3단지 e-그린타운 3차 | ㈜부영                    | ㈜부영           | 상당구 중흥로 178 (용암동)         | 2005년 11월 |                     |
| 중흥마을 5단지 덕일마이빌     | ㈜덕일엔지니어링          | ㈜덕일엔지니어링 | 상당구 중흥로 148 (용암동)         | 2003년 7월  |                     |
| 칸타빌 더 테라스 대원 1단지   | ㈜대원                    | ㈜대원건설       | 상당구 중고개로 140 (용암동)       | 2019년 12월 |                     |
| 칸타빌 더 테라스 대원 2단지   | ㈜대원                    | ㈜대원건설       | 상당구 중고개로 104 (용암동)       | 2019년 12월 |                     |
| 우미린 에듀파크 1단지         | 우미건설                  | 우미건설         | 상당구 수영로 360 (용정동)         | 2017년 11월 | 2단지는 용담동 소재 |
| 청주동남 우미린 풀하우스      | 우미건설 ㈜심우토건       | ㈜새빛종합건설   | 상당구 동남로 15 (방서동)          | 2020년 9월  |                     |
| 청주동남 우미린 에듀포레      | ㈜심우종합건설 ㈜우미개발 | ㈜우미개발       | 상당구 중고개로142번길 20 (용암동) | 2022년 1월  |                     |
| 용암 세원한아름               | ㈜세원건설                | ㈜세원건설       | 상당구 무농정로 90 (용암동)        | 1994년 11월 |                     |
| 용암 삼일무지개               | 삼일주택공사              | 삼일주택공사     |                                    | 1994년 10월 |                     |
| 강변뜨란채                    | ㈜신일                    | 대한주택공사     | 상당구 무심동로 86 (용암동)        | 2005년 8월  |                     |
| 청주 센트럴자이               | 지에스건설㈜              | ㈜하나자산신탁   | 상당구 단재로 316 (방서동)         | 2018년 9월  |                     |
| 청주 두진하트리움 파크        | 두진건설㈜                | 평촌지역주택조합 | 상당구 2순환로 2031 (방서동)       | 2019년 2월  |                     |
| 청주동남 대성베르힐 1단지     | 대성베르힐건설㈜          | 대성건설㈜       |                                    | 2020년 6월  |                     |
| 청주동남 대성베르힐 2단지     | 대성베르힐건설㈜          | 대성건설㈜       |                                    | 2020년 6월  |                     |
| 청주동남 시티프라디움 1단지   | 시티건설㈜ 시티종합건설   | 아이시티건설㈜   |                                    | 2020년 2월  |                     |
| 청주동남 시티프라디움 2단지   | 시티건설㈜ 시티종합건설   | 시티개발㈜       |                                    | 2020년 2월  |                     |

## 기타
- 농협하나로클럽 청주점
- 충청북도 여성발전센터
- 청주불교방송
- 청주미술창작스튜디오
- 롯데마트 상당점

## 공공 시설
- 청주상당경찰서

## 관내 문화재
- 보살사 영산회 괘불탱 - 보물 제1258호